# Lijst van bisschoppen van Paramaribo
Dit is een lijst van bisschoppen van het bisdom Paramaribo, het Surinaamse bisdom van de Rooms-Katholieke Kerk.
Toelichting: In 1817 arriveerden de priesters P. Wennekers en L. van der Horst in Suriname. Het gebied zou in stappen op weg gaan een volwaardig bisdom te worden binnen de wereldwijde kerk. Aanvankelijk is het Surinaamse missiegebied nog een zg. 'prefectuur', dan in 1842 een 'vicariaat' en in 1958 pas een 'bisdom'. Vanaf dat moment is Suriname geen missiegebied meer. A. Zichem was de eerste geboren Surinamer die bisschop werd. Zijn opvolger was opnieuw een Nederlander. De huidige bisschop van Paramaribo, K. Choennie, is weer een geboren Surinamer. Hij heeft Hindoestaanse wortels.

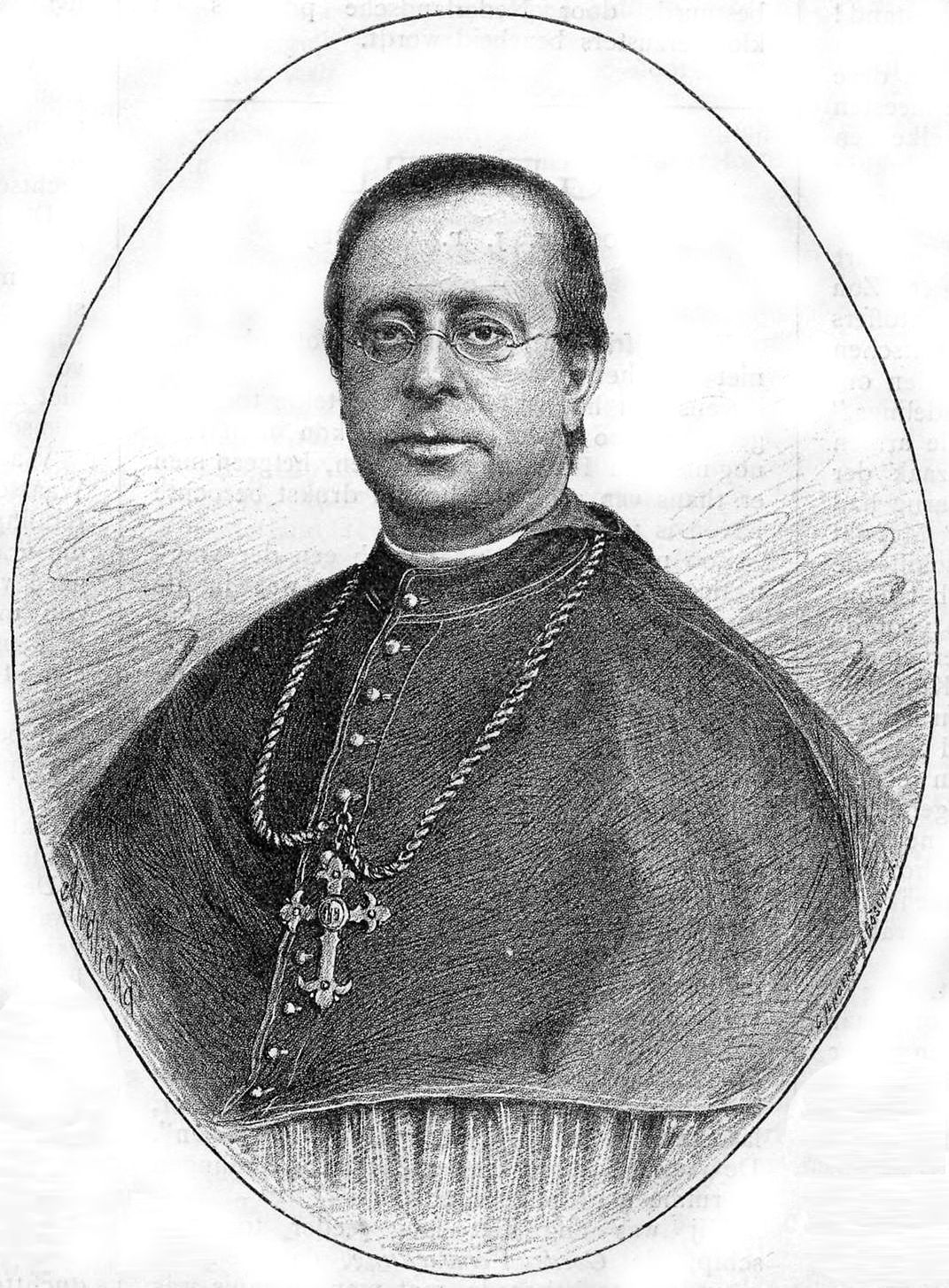
Mgr. W.A.F. Wulfingh
apostolisch vicaris van Suriname van 1889 tot 1906

| Apostolisch prefect van Nederlands Guyana-Suriname | Apostolisch prefect van Nederlands Guyana-Suriname |
| -------------------------------------------------- | -------------------------------------------------- |
| 1817 - 1823                                        | Paulus Antonius Wennekers                          |
| 1825 - 1826                                        | Martinus van der Weijden                           |
| 1826 - 1842                                        | Jacobus Grooff                                     |
| 1842 - 1846                                        | Jacobus Gerardus Schepers (provicaris)             |
| Apostolisch vicaris van Nederlands Guyana-Suriname |                                                    |
| 1847 - 1852                                        | Jacobus Grooff (apostolisch visitator)             |
| 1852 - 1863                                        | Jacobus Gerardus Schepers                          |
| 1865 - 1875                                        | Joannes Baptista Swinkels                          |
| 1876 - 1889                                        | Johannes Schaap                                    |
| 1889 - 1906                                        | Wilhelmus Wulfingh                                 |
| 1907 - 1910                                        | Jacobus Cornelius Meeuwissen                       |
| 1911 - 1943                                        | Theodorus van Roosmalen                            |
| 1946 - 1958                                        | Stephanus Kuijpers                                 |
| Bisschop van Paramaribo (Suriname)                 |                                                    |
| 1958 - 1971                                        | Stephanus Kuijpers                                 |
| 1971 - 2003                                        | Aloysius Zichem                                    |
| 2004 - 2014                                        | Wilhelmus de Bekker                                |
| 2015 - heden                                       | Karel Choennie                                     |